# Cleghorn (Iowa)
Cleghorn es una ciudad situada en el condado de Cherokee, en el estado de Iowa, Estados Unidos. Según el censo de 2010 tenía una población de 240 habitantes.

## Geografía
Según la Oficina del Censo de los Estados Unidos, la localidad tiene un área total de 0,88 km², la totalidad de los cuales 0,88 km² corresponden a tierra firme.

## Demografía
Según el censo de 2010, había 240 personas residiendo en la localidad. La densidad de población era de 272,73 hab./km². Había 113 viviendas con una densidad media de 128,41 viviendas/km². El 95% de los habitantes eran blancos, el 0,83% afroamericanos, el 0,42% asiáticos y el 3,75% pertenecía a dos o más razas. El 3,75% de la población eran hispanos o latinos de cualquier raza.